# Tropismo

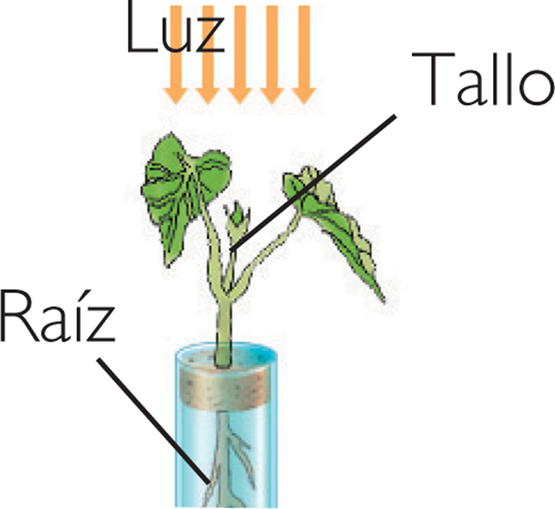
Las plantas responden frente a estímulos externos mediante cosas, así uno de ellos y el más importante es el fototropismo. El fototropismo es una respuesta que se relaciona con la dirección del estímulo. Cada parte de ella responde de distinta forma a este estímulo. En el caso del tallo, se observa un fototropismo positivo, porque este crece hacia la fuente luminosa. La raíz, en cambio, no necesita de la luz, por lo tanto presenta un fototropismo negativo. Las hojas adoptan diferentes posiciones con su crecimiento, cierta inclinación (plagiofototropismo), que les permite captar mejor la luz del Sol.

El tropismo (del griego τροπή tropḗ 'giro, vuelta, fuga, punto de retorno') es un fenómeno biológico que se produce cuando una planta crece o cambia de dirección mediante un estímulo medioambiental; también es un fenómeno natural que indica el crecimiento o cambio direccional de un organismo, normalmente una planta, como respuesta a un estímulo medioambiental. Los tropismos se diferencian de las nastias en que estas no son respuestas inmediatas, si no más lentas. 
Si el órgano se mueve en la misma dirección que el estímulo se denomina tropismo positivo (+), pero si lo hace inclinado (crecimiento con dirección horizontal o en ángulo), alejándose del estímulo, es un tropismo negativo (-). 
Ambas son respuestas realizadas para acercarse o alejarse del estímulo recibido.

## Tipos
Los principales estímulos que provocan tropismos son los siguientes:

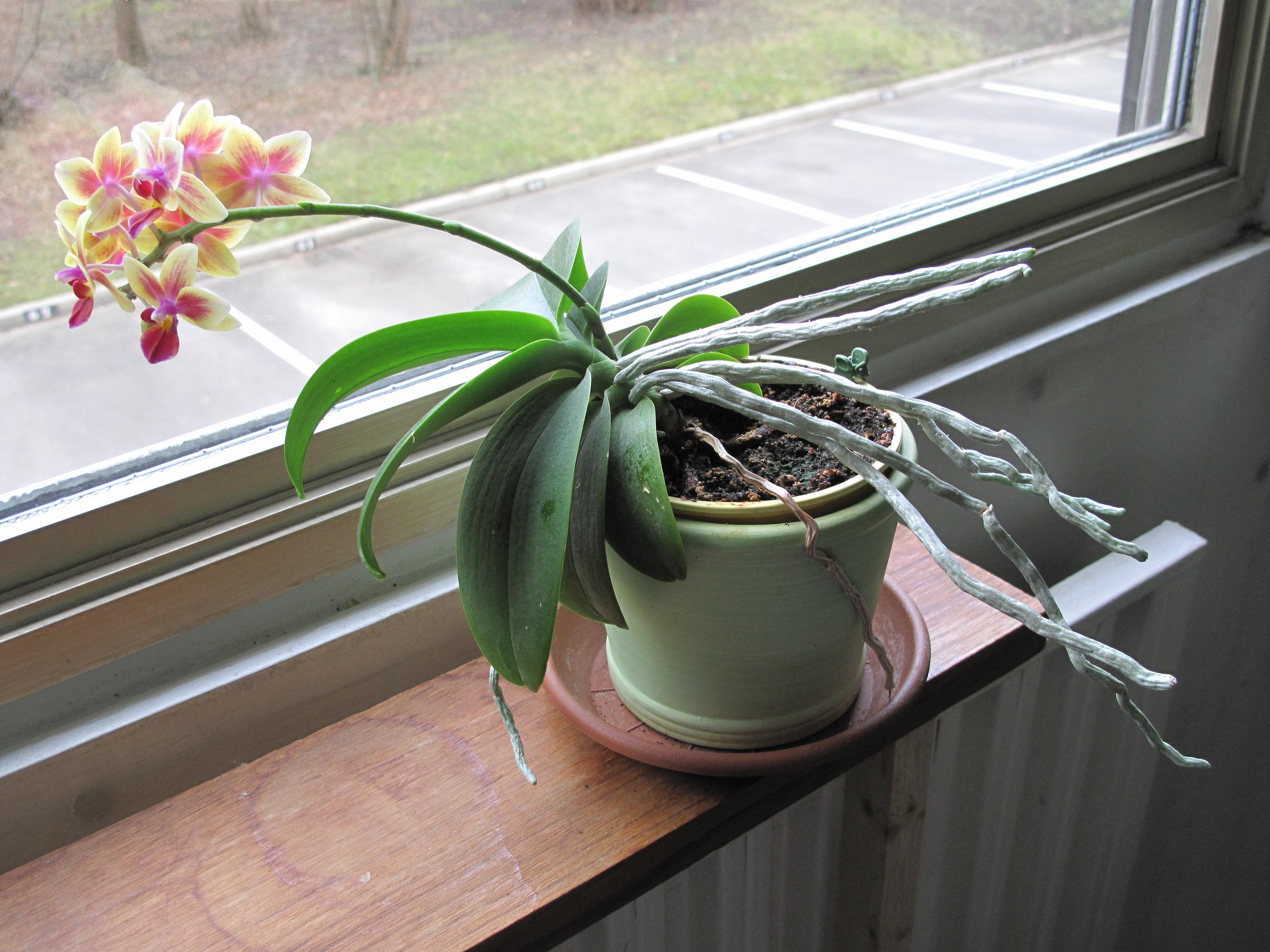
Ejemplo de fototropismo con una pequeña orquídea (Phalaenopsis): Hojas y flores crecen hacia la luz (fototropismo positivo), las raíces crecen alejándose (fototropismo negativo).

La luz es el factor necesario para llevar a cabo la fotosíntesis, por lo que la parte aérea del vegetal crece hacia el estímulo luminoso (fototropismo). Así, los tallos presentan fototropismo positivo y las raíces negativo, mientras que las hojas y ramas tienen plagiofototropismo. Está controlado por las auxinas, cuya síntesis se inhibe por la luz, de modo que la zona del tallo no iluminada de la planta crece más y obliga a la iluminada a curvarse hacia la luz. En las raíces al no haber prácticamente auxinas se inhibe el alargamiento de las células.

### Fuerza de gravedad (geotropismo o gravitropismo)

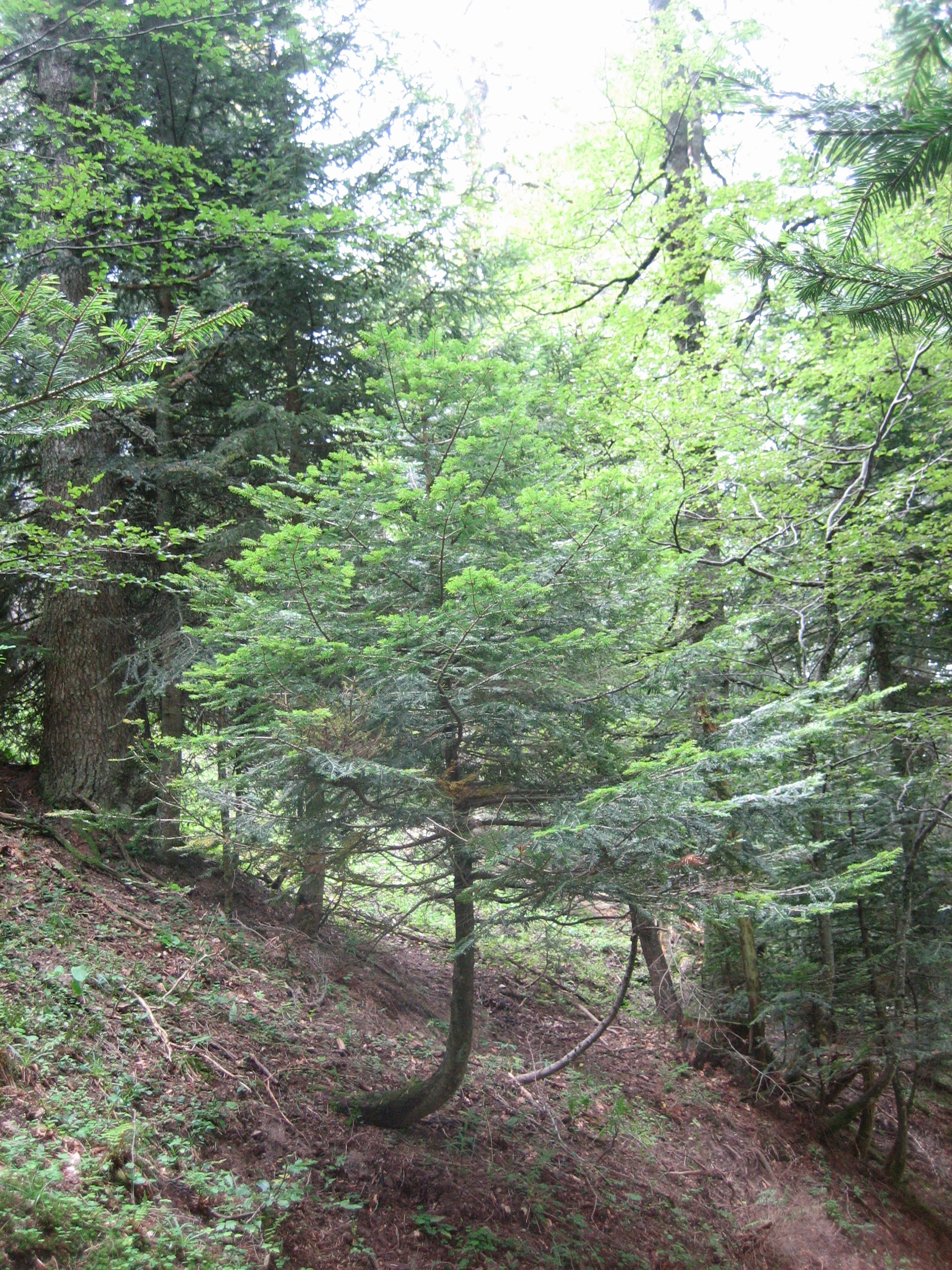
Gravitropismo. El deslizamiento del sustrato ha inclinado la base del tronco, que ha crecido enderezándose

La gravedad es el estímulo que permite a las plantas dirigir las raíces en la dirección correcta. Este tropismo es vital en la germinación. Al germinar la semilla, el tallo crece en contra de la fuerza gravitatoria, por lo que atraviesa el sustrato buscando la luz, mientras que la raíz se dirige a favor de la gravedad, en busca de agua y sales minerales. Por tanto, el tallo presenta geotropismo negativo; mientras que en las raíces es positivo; en las ramas y raíces secundarias se presenta plagiotropismo. Este fenómeno está controlado por las auxinas, en el tallo éstas se desplazan hacia la parte baja del órgano produciendo un mayor crecimiento de la zona inferior y una curvatura hacia arriba. 
Las plantas detectan esta fuerza gravitatoria mediante los amiloplastos que se comportan como estatocistos y se desplazan hasta situarse en la parte inferior de la célula, donde se localizan en la cofia de la raíz y el ápice de los tallos. La posición de los amiloplastos lleva a la síntesis de auxinas en raíz y tallo. La presión sobre algunos orgánulos de la célula produce la apertura de los canales para el Ca++, que están en la membrana plasmática, por lo que hay una distribución desigual de estos iones, lo que provoca que la síntesis y transporte de auxina se lleve a cabo en las zonas de crecimiento.

#### Contacto con un sólido (tigmotropismo)
Es la respuesta de una planta al hacer contacto con una superficie sólida. El efecto es la tendencia a crecer alrededor de ella. Las plantas trepadoras, como respuesta a este tropismo, han desarrollado zarcillos y uncinos para adherirse al objeto que les sirve de soporte.

### Sustancias químicas (hidrotropismo, quimiotropismo y aerotropismo)
La vida de los vegetales depende de su capacidad para detectar y reaccionar ante ciertas sustancias químicas (agua, en el caso del hidrotropismo). Si éstas son necesarias, la planta crece hacia ellas, si son perjudiciales crece en sentido contrario para alejarse (quimiotropismo). Según la naturaleza o concentración de la sustancia que se encuentra en el suelo, las raíces se dirigen hacia zonas aireadas del terreno ([aerotropismo]), o hacia el agua (hidrotropismo). En el tallo el quimiotropismo no es muy importante, aunque hay excepciones como la cuscuta, donde crece orientado hacia determinados vegetales hospedantes.